# 维达利亚 (路易斯安那州)
维达利亚（英語：Vidalia），是美国路易斯安那州下属的一座城市。根据2010年美国人口普查，该市有人口4,299人。建置上，属于“town”。